# Qlimax
Qlimax était un événement annuel organisé en novembre par la société néerlandaise Q-dance dans le GelreDome, à Arnhem (Pays-Bas). Un autre Qlimax moins important était également parfois organisé en Belgique. La scène du festival est occupée par des DJ de renommée internationale mixant du hardstyle et de la techno hardcore. Qlimax est connu parmi les adeptes du genre pour ses nombreux effets de sons et lumières.

## Origines du nom
Il est dans l'habitude de la société Q-Dance d’appeler tous ses événements avec un Q dedans. Le climax en musique est le point culminant d'un morceau — notamment en musique symphonique romantique – moment où la nuance fortissimo et l'agitation musicale maximale sont obtenues grâce à un tutti orchestral.

## Histoire
Qlimax est organisé par la société événementielle néerlandaise Q-dance, initialement au Beursgebouw d'Eindhoven, en 2000. Depuis 2004, l'événement devient annuel et se déroule la troisième ou la quatrième semaine du mois de novembre à d'autres endroits comme au Silverdome (nl) de Zoetermeer ou au Heineken Music Hall d'Amsterdam. Néanmoins, le site d'attache du festival est le Gelredome d'Arnhem, où il se déroule régulièrement depuis 2003,. Plus tard, Q-dance organise sa première édition de Qlimax en Belgique, le 4 février 2006, à l'Ethias Arena de Hasselt, avec une line-up notamment composée de Kai Tracid, Scot Project, et The Prophet. En 2007, le festival revient en novembre. Le CD/DVD de l'événement paraît l'année suivante.
En septembre 2010, l'événement Alternate Reality est annoncé. Le 27 novembre 2010, Qlimax regroupe les éléments scénographiques les mieux accueillis par la foule durant les neuf précédentes éditions, dont des centaines d'enceintes, plus d'espace pour danser, et un design retro. En 2011, Qlimax devient le premier événement aux Pays-Bas uniquement filmé par des caméras RED.
Le vingtième événement, Fate or Fortune, est organisé le 24 novembre 2012 au Gelredome, avec un line-up notamment composé de Psyko Punkz, Brennan Heart, et Technoboy. Les ventes de tickets débutent le 22 septembre à 13 h heure locale. Fin 2013, le trailer officiel de l'édition Immortal Essence est mis en ligne,. Le DVD de l'événement sort en 2014 et atteint la cinquième place des classements musicaux pendant cinq semaines en mai la même année.
Lors de l'édition de 2022, DJ The Prophet, pionnier du genre hardstyle, effectue sa dernière représentation à Qlimax, qui est l'un des événements les plus mythiques dans le milieu, après avoir été ajouté au line-up à la suite du report de l'édition de 2021 en raison de la pandémie de Covid-19.

## Troubles
Lors de l'événement de 2005, 150 personnes en possession de drogues sont appréhendées par la police.
Pendant l'édition du 22 novembre 2008, 280 individus sont appréhendés en possession de drogues ; un suspect possédait 35 tablettes d'ecstasy.
Lors de l'édition 2010, la police appréhende, selon les sources, entre 120 et 158 personnes détenant des produits stupéfiants ; les arrestations n'entraînent aucune violence,, et n'interrompent pas l'événement. Un jeune Français de 24 ans est lui appréhendé pour agression.